# 基金 (地方自治法)
地方自治法における基金とは、普通地方公共団体が条例の定めるところにより、特定目的のために財産を維持し、資金を積み立て、又は定額の資金を運用するために設ける財産である。

## 沿革
かつては基本財産又は積立金穀と呼ばれていたものが、昭和38年の地方自治法改正により、基金として整理されたものである。

## 設置
かつての基本財産又は積立金穀は、地方公共団体の議会の議決に基づき設置できるとされていたが、昭和38年の地方自治法改正により、基金の設廃止は必ず条例に定めなければならないものとされている(地方自治法第241条第1項)。

## 種類

### 財産維持目的の基金
昭和38年の地方自治法改正前の基本財産に相当するが、基本財産とは異なり、基金を設置した目的の範囲内であれば、基金から生ずる収益のみならず、元本をも処分できる。

### 資金積立て目的の基金
昭和38年の地方自治法改正前の積立金穀に相当するが、基金への積立ては1回だけでもよいし、毎年度予算に定める額を積み立てるものでもよい。

### 定額資金運用目的の基金
特定の事務又は事業の運営手段の必要から設けられる基金である。

## 管理
基金は、当該基金の設置条例で定める特定の目的に応じ、及び確実かつ効率的に運用しなければならない(地方自治法第241条第2項)。

## 処分
基金のうち、特定目的のために財産を取得し、又は基金を積み立てるための基金は、当該目的のためでなければ処分できない(地方自治法第241条第3項)。

## 出納整理期間
基金には出納整理期間に係る規定の適用はない。